# یرکتاون، استرالیا جنوبی
یرکتاون Yorketown شهری با جمعیت ۶۸۵ (طبق آمارگیری سال ۲۰۰۶) در جنوب شبه جزیره یرک، در استرالیای جنوبی واقع شده است.